# Fourth Connecticut Lake
Der Fourth Connecticut Lake (übers.: Vierter Connecticutsee) ist ein See in der Great North Woods Region von New Hampshire, einem der Neuenglandstaaten der USA. Er liegt in der Gemeinde Pittsburg nahe der Grenze zu Kanada. Um den See herum liegt die Fourth Connecticut Lake Preserve, ein 78 acre großes Schutzgebiet. Er ist der Quellsee des Connecticut Rivers und der oberste und kleinste einer Kette von vier Seen, die den Namen des Flusses tragen und nur durch die Zählung unterschieden werden. Sein Abfluss ist ein Bach zum Third Connecticut Lake, dessen genauer Verlauf, und damit der Verlauf des größten Flusses von Neuengland in diesem Bereich, von der Aktivität der dort lebenden Biber abhängt.  Der See ist ein saurer, kalter Karsee. Aufgrund der niedrigen Wassertemperatur wird eingebrachtes Pflanzenmaterial nur sehr langsam abgebaut. Bei entsprechender Trockenheit kommt es zum Austrocknen des Sees. Er friert im Winter zu, ohne durchzufrieren. Der gelöste Sauerstoff genügt für das ganzjährige Überleben des Fischbestandes und der ansässigen Flussotter. Andere um den See herum vorkommende Arten sind Dreizehenspecht und Tannenhuhn. Ein Teil des Sees wird von einer schwimmenden Matte aus Moosen, Seggen, Gräsern und anderen, zum Teil insektivoren Pflanzen, darunter Schlauchpflanzengewächse und Sonnentau, bedeckt, im See kommen Wasserschläuche vor. Er ist über einen Pfad zu erreichen, der von der US-3 nahe dem Grenzübergang nach Quebec aus entlang der Grenze und teilweise über kanadisches Gebiet verläuft.